# Lucio Schirò
Lucio Schirò D'Agati (Altofonte, 18 marzo 1877 – Scicli, 30 giugno 1961) è stato un politico e pastore metodista italiano.
Fu attivo come militante pacifista e membro del Partito Socialista Italiano, all’interno del quale fu eletto sindaco di Scicli in due distinti momenti storici, a circa vent’anni di distanza l’uno dall’altro. Operò a lungo all’incrocio tra impegno religioso e azione sociale, assumendo un ruolo significativo all’interno del metodismo italiano del Novecento, con particolare attenzione alla riforma in ambito educativo e politico. Nel corso della sua attività politico-religiosa fu oggetto di diverse aggressioni da parte di squadre fasciste locali.

## Biografia
Lucio Schirò D'Agati nacque il 18 marzo 1877 ad Altofonte (allora Parco), piccolo comune della provincia di Palermo, da genitori di origine arbëreshë provenienti da Piana degli Albanesi.
In gioventù, entrò in contatto con il movimento dei Fasci Siciliani dei Lavoratori, attivo nella sua zona, dove operavano figure come Nicola Barbato e Bernardino Verro. Dopo la violenta repressione del movimento, vagabondò per un certi periodo per sfuggire alla polizia. In questo periodo si avvicinò al metodismo tramite il pensiero religioso di John Wesley. Successivamente rispose al bando di leva militare, prestando servizio in Puglia nella Guardia di Finanza, dove rimase per cinque anni anche dopo la fine della leva, raggiungendo il grado di brigadiere.
Il 2 giugno 1902 si sposò in matrimonio civile con Consiglia Orlandini, da cui avrà 11 figli. Successivamente divenne pastore metodista, svolgendo opera pastorale in Puglia, poi in Abruzzo e in Umbria, dove collaborò con Tito Oro Nobili, futuro segretario nazionale del PSI, nelle attività volte alla costituzione del movimento socialista nella regione.

### L'attività politica e religiosa a Scicli
Nel 1909 si trasferì a Scicli, in provincia di Siracusa, in qualità di pastore della Chiesa metodista, in sostituzione di Giovanni Battista Gattuso, un ex garibaldino che già aveva dato alla chiesa una forte impronta sociale, ma che aveva dovuto abbandonare Scicli nel 1904 dopo una rivolta contadina, di cui era stato accusato di essere l'istigatore. In questo contesto Schirò dovette perciò ricostruire la comunità ecclesiale quasi da zero. Il nuovo pastore seguì le orme del predecessore, con prediche sui problemi sociali e allargando il campo d'azione della chiesa attraverso un'intensa attività assistenziale: venne fondata una cooperativa di consumo, una scuola serale, una scuola diurna per le donne, un asilo e furono avviati corsi di cucito.
Parallelamente all’impegno religioso, Schirò contribuì a dare nuovo slancio alla lega contadina e contribuì alla fondazione della sezione locale del Partito Socialista Italiano, con il supporto dell’avvocato Ignazio Piccione, in una realtà caratterizzata dalla presenza di personalità conservatrici come Guglielmo Penna, ex deputato crispino, e da una borghesia locale legata agli equilibri giolittiani. Il 23 marzo 1913 fondò il quindicinale Semplicista, pubblicato come “organo politico-religioso della Chiesa metodista di Scicli e della sezione socialista”, che, nelle parole di Schirò avrebbe dovuto avere “per scopo il bene per il bene; per principio il cristianesimo puro; per motto ‘connubio del diritto e del dovere’”. Nello stesso anno si candidò alle elezioni politiche nel collegio di Modica, ottenendo però un numero contenuto di voti. Fu in seguito eletto consigliere comunale.
Centrale nell'attività di Schirò fu anche l'orientamento pacifista. Oppostosi già alla guerra di Libia del 1911, condannò nuovamente gli atti bellici allo scoppio del primo conflitto mondiale nel 1914, esprimendosi contro di esso e l'entrata in guerra dell'Italia più volte, fino a quando il giornale non venne chiuso dalle autorità nel maggio 1915. Nel frattempo, Schirò era stato imputato come sobillatore delle proteste contadine scoppiate a Scicli nel gennaio 1915, ma venne assolto. Inizialmente riformato dal servizio militare a causa di problemi di salute, successivamente, anche su pressione dei suoi avversari politici (che intendevano allontanarlo da Scicli), venne richiamato, rimanendo comunque a svolgere il servizio militare in Sicilia: prima a Siracusa, poi a Sampieri e infine, dal 1917, a Alì Marina. In questo periodo, Schirò continuò comunque a inviare regolarmente un sermone settimanale a Scicli, che veniva letto dalla figlia Francesca Gemina.

### Il primo dopoguerra e l'elezione a sindaco
Al termine del conflitto, Schirò partecipò alla ripresa dell’attività socialista nell'ex-Contea di Modica assieme a figure come Vacirca, Molè, Vajola e Di Vita. Il 1º marzo 1919 rilanciò il Semplicista, accogliendo posizioni critiche verso il riformismo turatiano e l’estremismo di sinistra. Nel dicembre 1919 fu eletto segretario della federazione socialista di Siracusa e accolse nel PSI l’onorevole D’Agata, imponendogli però le dimissioni dal mandato parlamentare. Fu inoltre deputato provinciale e vicepresidente del Consiglio provinciale di Siracusa.
Nel 1919 si ricandidò alle elezioni politiche, ma, nonostante il buon risultato ottenuto dai socialisti, non venne eletto. L'anno successivo si candidò invece alle comunali, che furono vinte proprio dai socialisti. Il 18 novembre 1920 Schirò venne eletto sindaco di Scicli. L'elezione di un pastore metodista come sindaco era un fatto inusuale, come riconosciuto dallo stesso Schirò nel discorso tenuto all'indomani dell'elezione, in cui annunciò un ambizioso programma di lavori pubblici, incentrato soprattutto sull'edilizia scolastica, volto anche a contrastare la disoccupazione. Il Sovrintendente della Chiesa metodista comunque, pur ritenendo che i pastori dovessero rimanere estranei alla lotta politica, decise di non condannare l'"esperimento politico-sociale-religioso", riconoscendo anzi a Schirò di non aver mai "decampato dai suoi doveri cristiani".
Già a partire dal mese successivo, Schirò e la sua giunta ricevettero però ripetute aggressioni fasciste. La sua elezione aveva infatti rotto equilibri consolidati, suscitando la forte ostilità sia dei notabili del luogo, sia della Chiesa cattolica. Furono questi i settori da cui nacque la reazione fascista, guidata dal ras di Modica Stefano Rizzone Viola. Già nel dicembre 1920 il sindaco fu ferito nella piazza del paese (Schirò stesso, fedele alla propria concezione pacifista, evitò che la folla uccidesse i suoi feritori). Dopo diversi tentativi di assalto alla sua abitazione nei primi mesi del 1921, il 20 aprile i fascisti assaltarono la chiesa metodista, incendiandola al canto in siciliano di “Avanti popolo, a li buttigghi, mora Schirò con li so figghi” (in italiano: "Avanti popolo, alle bottiglie, muore Schirò con i suoi figli"), accompagnati in musica da alcuni membri della Banda comunale, sulle note di Bandiera rossa. Dopo che anche la figlia Giovanna venne assaltata e picchiata con un manganello in una via del paese, Schirò decise di dimettersi, lasciando la carica il 21 aprile 1921. Ciononostante, il 18 giugno vi fu un altro attentato a colpi di arma da fuoco, che ferì Schirò e uccise un simpatizzante metodista. Schirò si ricandidò al Parlamento anche nel 1921 e 1924, ma il movimento socialista, a causa della repressione, era ormai in declino e non risultò eletto.
Negli anni 1920–1921 ritenne significativa la scissione comunista, sostenendo la possibilità di un’azione autonoma tra le diverse correnti socialiste, pur nella consapevolezza della comune appartenenza alla classe lavoratrice. A livello personale, mantenne posizioni centriste e partecipò ai congressi del partito in ambito provinciale e nazionale.

### Gli anni del fascismo e il secondo dopoguerra
Dopo l'avvento al governo di Mussolini a seguito della marcia su Roma, nel 1923 vennero chiuse le scuole metodiste di Scicli, l'asilo e la cooperativa, distruggendone tutta la documentazione. Schirò, nonostante tutto, continuò a opporsi al regime come consigliere comunale di opposizione e dalle pagine del Semplicista, dove all'indomani del rapimento di Matteotti si scagliò contro l'attività “demagogica, truffaldina, affaristica e micidiale” del governo. Nell'autunno 1924, a seguito di una denuncia per "contegno antipatriottico", il giornale venne chiuso.
Sotto osservazione della polizia già da prima del fascismo, durante il ventennio fu oggetto di controlli da parte delle autorità, sino al 1942. A una prima ammonizione nel 1926 (causata dal fatto che avrebbe fatto "propaganda spicciola" privatamente fra i contadini), ne seguì un'altra nel 1928, dopo aver rischiato di essere inviato al confino. Nel 1927, intanto, era stato denunciato per detenzione di esplosivi, ma venne assolto per insufficienza di prove. Nel 1929 poi venne arrestato per alcuni giorni in occasione delle nozze del principe di Piemonte Umberto, ma a suo favore intervenne presso il prefetto il Sovrintendente metodista per ottenerne il rilascio. Nel corso degli anni, a seguito della cessazione di ogni attività politica da parte di Schirò, la sorveglianza si allentò parzialmente, e il 16 ottobre 1934 venne rimosso dall'elenco degli oppositori. Nel 1935, tuttavia, la stessa Chiesa metodista lo licenziò da pastore. I giudizi su tale avvenimento sono diversi: da un lato la famiglia di Schirò vi vide una "punizione aggiuntiva" da parte della Chiesa, dall'altra studiosi provenienti dall'ambiente protestante hanno sottolineato le difficoltà economiche che la Chiesa italiana aveva in quel periodo a causa del taglio dei fondi provenienti dalla sede centrale della Chiesa metodista unita, negli Stati Uniti d'America.
Dopo lo sbarco delle forze anglo-americane e canadesi in Sicilia e la caduta del regime, tornò attivo nel Partito Socialista Italiano e fu nominato dagli Alleati presidente del Comitato provinciale per l’epurazione del Ragusano, oltre a ricoprire una seconda volta la carica di primo cittadino, dall'11 febbraio 1944 al 15 febbraio 1945. Dal 1944 al 1947 Schirò fu inoltre consigliere provinciale della provincia di Ragusa. Nel 1946 ridivenne pastore metodista, continuando a svolgere attività pastorale sino al 1952. Negli ultimi anni di vita fu attivo politicamente come dirigente locale dei Partigiani della Pace.
Schirò morì a Scicli il 30 giugno 1961.